# Новосёлки (Кадыйский район)
Новосёлки — упразднённый хутор в Кадыйском районе Костромской области России. Входил в состав Екатеринкинского сельского поселения. Исключена из учётных данных в 2024 году.

## География
Хутор находится в южной части Костромской области, в подзоне южной тайги, в пределах Ветлужско-Унженской низменности, на левом берегу реки Никифоры, на расстоянии приблизительно 15 километров (по прямой) к северо-северо-западу от посёлка городского типа Кадый, административного центра района.

### Климат
Климат характеризуется как умеренно континентальный, с продолжительной холодной многоснежной зимой и коротким сравнительно тёплым летом. Среднегодовая многолетняя температура воздуха составляет 3,1 °С. Средняя температура воздуха самого холодного месяца (января) — −11,8 °C (абсолютный минимум — −46 °C); самого тёплого месяца (июля) — 17,6 °C (абсолютный максимум — 37 °С). Безморозный период длится около 131 дня. Продолжительность периода активной вегетации растений (выше 10 °C) составляет примерно 127 дней. Годовое количество атмосферных осадков — 593 мм, из которых до 470 мм выпадает в тёплый период.

## Население
| 2008 | 2010 | 2014 |
| ---- | ---- | ---- |
| 0    | →0   | →0   |